# Suchith Suresan

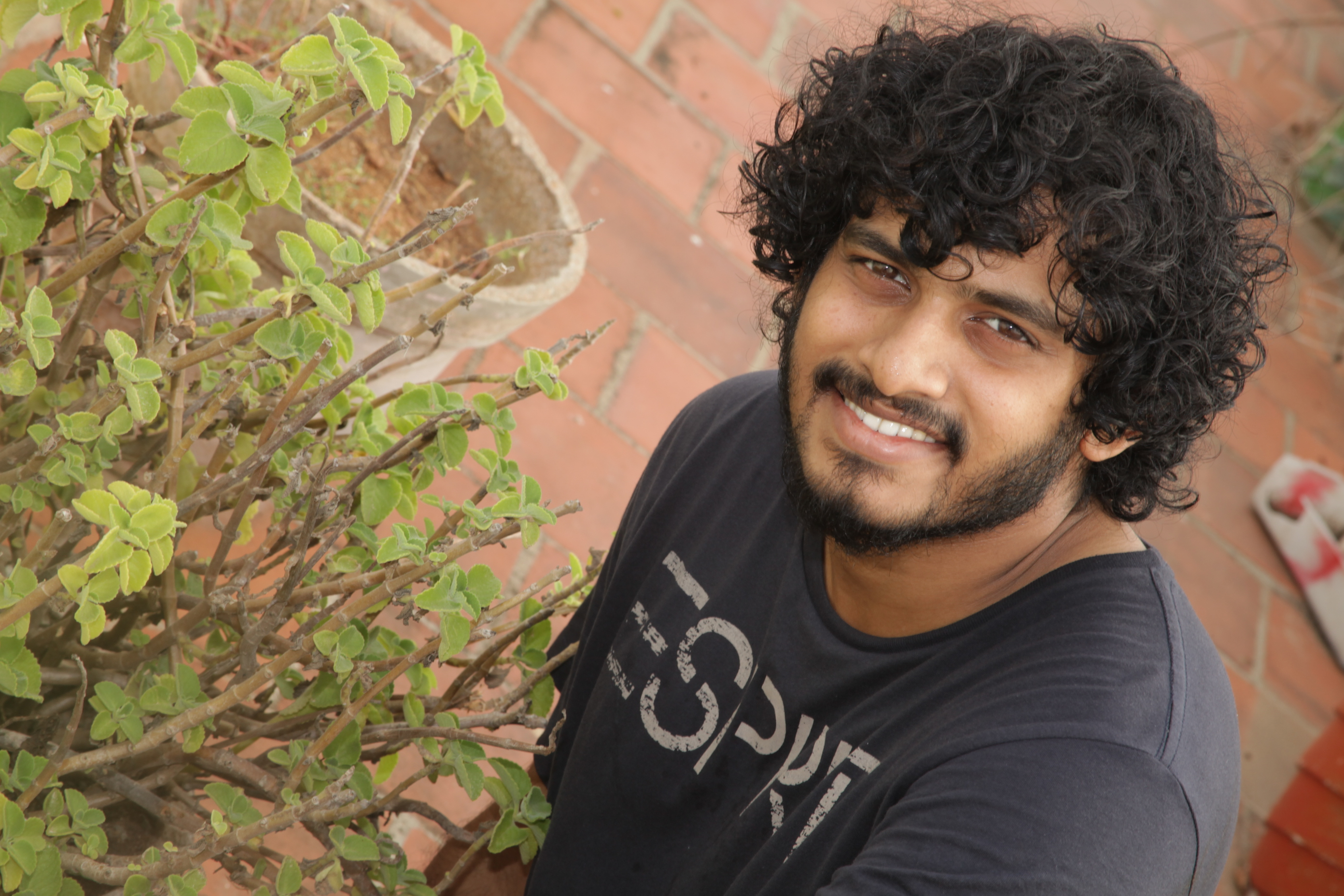
Retrato de Suchith Suresan

Suchith Suresan (nacido el 24 de agosto de 1987 en Trivandrum, Kerala), es un cantante de playback indio, que ha incursionado en la industria de la música Tamil, Telugu, Malayalam y kannada. Se hizo conocer como cantante de con su primara canción titulada "Pulayodu" de sadhu Mirandaal y su fama fue creciendo con su próxima canción titulada "Karigalan Vettaikaaran", que fue escrita y compuesta por Vijay Antony. Desde entonces, ha interpretado temas musicales para muchas películas, principalmente para "Chikku Bukku" y "Nanban". Sus contribuciones a la banda sonora de la película titulada "Dam 999", le valió una nominación en la lista preliminar para los Premios de la Academia 84a. (comúnmente conocido como Oscar). Suchith también cantó para un jingle para una emisora de la Radio Mango FM 91.9, escrita y compuesta por Deepak Dev, en la que ganó un Premio Mundial de Bronce (2009), como mejor jingle en un Festival de Nueva York.
Suchith ha estudiado música carnática e indostánica bajo sus gurús Sri. Aryanadu Raju y Sri. Ramesh Narayan (compositor de la música), respectivamente y forma parte de una banda de rock indie llamado, Udaan, como vocalista.

## Discografía
| Año  | Álbum                                  | Composición          | Canciones                                         |
| ---- | -------------------------------------- | -------------------- | ------------------------------------------------- |
| 2014 | Sapthamashree Thaskaraha               | Rex Vijayan          | Title song (Sapthamashree Thaskaraha)             |
| 2014 | Maname Maname                          | S.S Thaman           | Vanmham                                           |
| 2014 | Rabhasa                                | S.S Thaman           | Mar Salaam                                        |
| 2013 | Krissh-3 (Telugu/Tamil)                | Rajesh Roshan        | Na hridayamuna/En uyir paravai                    |
| 2013 | All in All Azhagu Raja                 | SS Thaman            | All in All Title song                             |
| 2013 | Weeping Boy                            | Anand Madhusoodanan  | Doore manathu                                     |
| 2013 | Masala                                 | SS Thaman            | Meenakshi Meenakshi                               |
| 2013 | Nugam                                  | Gopinath             | Nugam Promo Song- En ulle                         |
| 2013 | Neelakasham Pachakadal Chuvanna Bhoomi | Rex Vijayan          | Doore Doore                                       |
| 2013 | Singam-2 (Telugu)                      | Devi Sree Prasad     | Singam Dance                                      |
| 2013 | Bangaru Kodipetta                      | Mahesh Shankar       | Yemo Nemo                                         |
| 2013 | Tadaka                                 | SS Thaman            | Mara o mara                                       |
| 2013 | Yevadu                                 | devi Sri Prasad      | Freedom                                           |
| 2013 | Balupu                                 | SS Thaman            | Padipoyaanila                                     |
| 2013 | American Born Confused Desi (ABCD)     | Gopi Sundar          | Shivane                                           |
| 2013 | English (film)                         | Rex Vijayan          | Thaarame                                          |
| 2013 | Alexpandian (Telugu)                   | Devi Sree Prasad     | Bad Boy                                           |
| 2013 | David (Telugu)                         | Remo Fernandes       | Maria Pitache                                     |
| 2013 | Aaru Sundarimarude Katha               | Deepak Dev           | Kannin aayiram                                    |
| 2013 | Iddarammayilatho                       | Devi Sri Prasad      | Shankarabharanam Tho                              |
| 2012 | Chinni Chinni Aasa                     | M Karthik            | Swasye Agipoyale                                  |
| 2012 | Damarukam                              | Devi Sri Prasad      | Sakkubaii Garam Chai                              |
| 2012 | Molly Aunty Rocks                      | Anand Madhusoodhanan | Molly Cool                                        |
| 2012 | Konjam Koffee Konjam Kadhal            | Phani Kalyan         | Konjam Koffe Konjam Kadhal                        |
| 2012 | Julayi                                 | Devi Sri Prasad      | Julayi                                            |
| 2012 | Shiva Poojaiyil Karadi                 | Sundar C Babu        | Symphoniyil                                       |
| 2012 | Nanban                                 | Harris Jayaraj       | en frienda pola yaru macha                        |
| 2011 | 7am Arivu                              | Harris Jayaraj       | Innum Enna Thozha                                 |
| 2011 | Vengayam                               | Bharani              | Ara Kirukkan                                      |
| 2011 | Muni 2: Kanchana                       | S. Thaman            | Karuppu Perazhaga                                 |
| 2011 | Dam 999                                | Ouseppachan          | Dam 999 Theme Song Dakkanaga                      |
| 2011 | Kal Manja                              | Emil                 | Yare yene Halidaru                                |
| 2010 | Orange                                 | Harris Jayaraj       | Ye Vaipuga                                        |
| 2010 | Goripalayam                            | Sabesh Murali        | Azhagu Katteri                                    |
| 2010 | Chikku Bukku                           | Colonial Cousins     | Smile Smile                                       |
| 2010 | Vande Mataram                          | D. Imman             | Thirumbi Thirumbi                                 |
| 2010 | Sadhyam                                | Chinni Charan        | Sexykara                                          |
| 2010 | Vizhiyil Vizhundhaval                  | Pollock              | Vizhigalil Vizhundhaval Oru Naal Mazhai Penne Nee |
| 2009 | Vettaikaaran                           | Vijay Antony         | Karigalan                                         |
| 2009 | Ritu                                   | Rahul Raj            | Pularumo                                          |
| 2008 | Sadhu Miranda                          | Deepak Dev           | Puyalodu Mothidum Theme Of Saadhu Mirandaa        |